# Lunang Selatan
Lunang Selatan is een bestuurslaag in het regentschap Zuid-Pesisir van de provincie West-Sumatra, Indonesië. Lunang Selatan telt 4286 inwoners (volkstelling 2010).